# Lisandro-Formation
Die Lisandro-Formation, auch bekannt als Cerro-Lisandro-Formation, ist eine Abfolge von kontinentalen Sedimentgesteinen der Oberkreide Argentiniens, die für ihre Fossilfauna bekannt ist. Sie ist das jüngste Schichtglied der Río-Limay-Untergruppe, des untersten Abschnitts der Neuquén-Gruppe. Früher wurde diese Untergruppe selbst als Formation betrachtet, wobei die Lisandro-Formation als (Cerro)-Lisandro-Member bekannt war. Diese Gesteine wurden im späten Cenomanium und frühen Turonium vor etwa 94 bis 91 Millionen Jahren abgelagert. Aufschlüsse dieser geologischen Formation finden sich der argentinischen Provinz Neuquén; Typlokalität ist ein Hügel namens Cerro Lisandro.
Die Lisandro-Formation liegt konkordant auf der Huincul-Formation und wird von der Portezuelo-Formation bedeckt, welche zur Río-Neuquén-Untergruppe gehört. Sie ist mit einer Mächtigkeit von 35 bis 75 Metern die kleinste der drei Formationen der Río-Limay-Untergruppe. Bei den Gesteinen handelt es sich um rötliche Ton- und Schluffsteine, die wahrscheinlich unter sumpfigen Bedingungen abgelagert wurden. Meistens sind die rötlichen Gesteine der Lisandro-Formation gut von den grünlichen bis gelblichen Ablagerungen der Huincul-Formation zu unterscheiden.
Fossilien der Formation schließen Muscheln, Fische, Schildkröten, Krokodile, und mindestens eine Vogelspezies mit ein. Dinosaurier sind nicht so häufig wie in einigen anderen Formationen der Neuquén-Gruppe. Unter den Funden sind ein abelisauroider Theropode sowie Ornithopoden wie Anabisetia.